# Voluta ebraea
Voluta ebraea, conhecida popularmente como atapu, guatapi ou itapu, é uma espécie de molusco gastrópode marinho carnívoro da família Volutidae, endêmica do litoral norte e nordeste do Brasil. Descrita originalmente por Carl Linnaeus em 1758, essa espécie é notável por sua concha robusta e ornamentada, que pode atingir até 20 centímetros de comprimento, apresentando coloração creme com padrões marrom-avermelhados. Segundo alguns autores, as marcas escuras na concha lembram caracteres hebraicos. A espécie é conhecida nos países anglófonos como Hebrew volute (voluta hebraica), mas a origem do nome comum provavelmente se deve à tradução do nome científico, e não à aparência do animal.
Habitando desde a zona entremarés até profundidades de 40 a 70 metros, a espécie é encontrada em substratos arenosos, entre corais e rochas, em estados como Pará, Maranhão, Ceará, Rio Grande do Norte, Paraíba, Pernambuco, Alagoas, Sergipe e Bahia, incluindo áreas protegidas como o Parque Nacional Marinho dos Abrolhos e o Parque Estadual Marinho de Areia Vermelha. A espécie apresenta dimorfismo sexual, com fêmeas geralmente apresentando conchas mais nodulosas e alargadas que os machos. Sua reprodução envolve a deposição de cápsulas ovígeras achatadas sobre algas calcárias do gênero Udotea ou fragmentos de conchas, contendo em média três embriões que se desenvolvem diretamente em juvenis.
V. ebraea é predadora, alimentando-se de bivalves como Dallocardia muricata e, em cativeiro, também de outros gastrópodes. Além de sua importância ecológica, a espécie é valorizada economicamente: sua carne é consumida por comunidades costeiras, e sua concha é comercializada como item decorativo. Entretanto, a coleta excessiva e a poluição marinha representam ameaças significativas à sua sobrevivência. A exposição a compostos organoestânicos, como o tributilestanho (TBT) presente em tintas anti-incrustantes de embarcações, pode induzir o fenômeno do imposex, o desenvolvimento de características sexuais masculinas em fêmeas, comprometendo a reprodução e levando ao declínio populacional.

## Taxonomia e etimologia
Voluta ebraea foi descrita pela primeira vez em 1758 pelo naturalista sueco Carl Linnaeus, o fundador da taxonomia moderna e do sistema de nomenclatura binomial. A espécie pertence à família Volutidae, um grupo de caracóis marinhos carnívoros conhecidos por suas conchas muito variadas, frequentemente coloridas e com padrões elaborados. O nome científico ebraea vem do latim, onde ebraea é a forma feminina de ebraeus, que significa hebraico. Este é provavelmente o motivo do nome comum  Hebrew volute (“voluta hebraica”, em inglês), e não o contrário. Alguns autores sugeriram que esse nome se refere às marcas marrom-avermelhadas na concha, que supostamente lembrariam a escrita hebraica. No entanto, essa interpretação não é universalmente aceita e pode ser especulativa. No Brasil a espécie é chamada localmente de atapu, guatapi ou itapu, termos originados de língua indígena. A denominação atapu também é citada para a espécie de molusco da família Cassidae, Cassis tuberosa, que habita a mesma região.

## Descrição

### Concha
A concha dessa espécie é robusta, com espira moderadamente alta, de até 7 voltas e protoconcha arredondada, comumente com 100 a 150 mm de comprimento, mas podendo atigir 180 mm ou até 200 mm. Sua superfície apresenta coloração creme e diversos desenhos característicos de coloração marrom e laranja a marrom-avermelhada, dotada de esculturas de crescimento visíveis, em protuberâncias pontiagudas, fortes e destacadas, dirigidas para a espira; chegando até sua volta final (9 a 11), que apresenta abertura longa e moderadamente estreita, angular, ocupando 2/3 de toda a concha (quase a totalidade do seu comprimento). Apresenta opérculo córneo ocupando 1/4 da abertura, quando vista por baixo, e esta possui um lábio externo levemente espessado e columela curva, com nove a onze fortes pregas oblíquas. O canal sifonal é curto e afunilado. Segundo alguns autores, existe dimorfismo sexual nesta espécie de caramujo, cuja concha das fêmeas é mais nodulosa e alargada que a dos machos, e nestes ela também é mais lisa e alongada.
Variação
A concha de V. ebraea apresenta uma ampla gama de variações, especialmente em sua pigmentação, escultura superficial, presença e intensidade de ondulações, e na proeminência do ombro da concha. Alguns indivíduos têm uma periferia arredondada, enquanto outros exibem uma forma quase carenada, com espinhos ou nódulos. A espira pode variar bastante em altura, e o formato geral da concha pode ir de largo a estreito e alongado. O padrão de coloração pode ser tênue ou densamente marcado. Nenhum fenótipo específico está associado a uma localização geográfica determinada; em vez disso, múltiplas variantes de conchas são encontradas coexistindo nas mesmas áreas. Isso indica que a variação nas características da concha é provavelmente impulsionada por fatores genéticos, e não ambientais — um argumento contra a divisão de V. ebraea em subespécies. As numerosas variedades observadas são melhor consideradas como "formas" sem valor taxonômico, embora possam ter importância entre colecionadores e no comércio de conchas.

### Partes moles

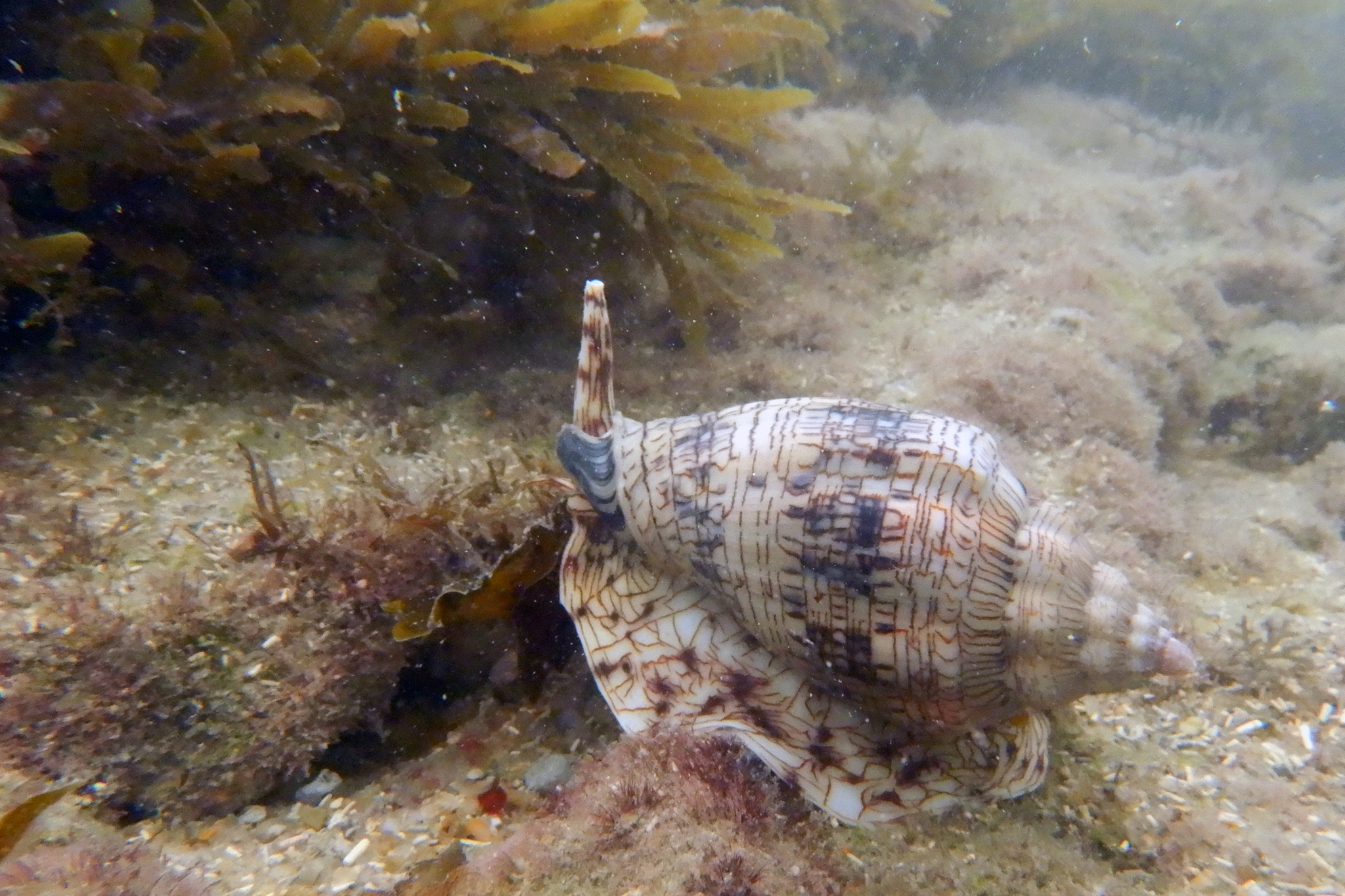
V. ebraea em seu habitat natural no nordeste do Brazil. O corpo desse caramujo tem coloração marfim, com linhas e manchas escuras avermelhadas e marrons

Voluta ebraea possui um corpo de coloração marfim pálido, adornado com inúmeras linhas irregulares e entrelaçadas escuras avermelhadas e marrons, além de várias pequenas manchas da mesma cor ao longo das laterais do pé. Entre as características externas notáveis estão o pé excepcionalmente grande e um sifão. Essa espécie possui uma rádula do tipo estenoglossa, composta por uma única fileira de dentes raquidianos (centrais). Cada dente apresenta múltiplos dentículos ou cúspides pequenas e pontiagudas. A rádula é semelhante em estrutura à de Voluta musica, uma espécie relacionada, embora seja maior.

## Distribuição e habitat
Voluta ebraea é uma espécie endêmica do Brasil, encontrada exclusivamente ao longo das costas norte e nordeste do país, da zona entremarés à zona nerítica. Sua distribuição abrange diversos estados e regiões, incluindo Pará, Maranhão, Ceará, Rio Grande do Norte, Paraíba, Pernambuco, Alagoas, Sergipe, Bahia, o Parque Nacional Marinho dos Abrolhos, e o Parque Estadual Marinho de Areia Vermelha. V. ebraea vive em fundos arenosos, entre corais e rochas, e geralmente mostra preferência por substratos arenosos. Pode ser encontrada desde águas rasas até profundidades de 40 a 70 metros, sendo comumente capturada por embarcações de arrasto de camarão.

## Ecologia
Pouco se sabe sobre a ecologia de Voluta ebraea, uma vez que os estudos sobre o tema são relativamente recentes e/ou bastante escassos.

### Ciclo de vida

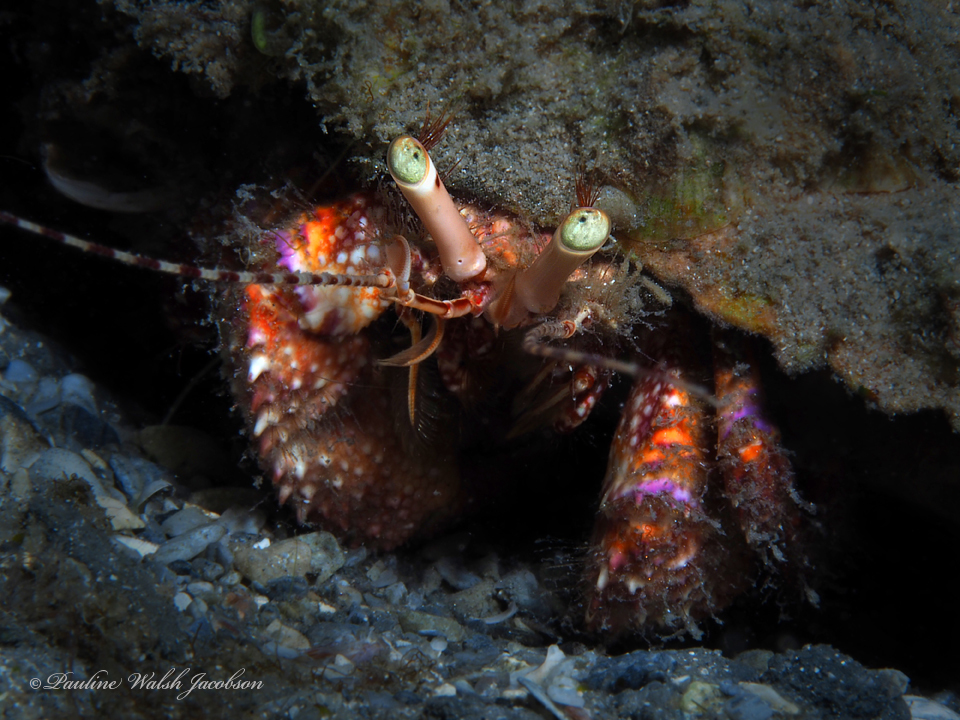
O caranguejo-eremita Petrochirus diogenes pode ocupar conchas vazias de V. ebraea

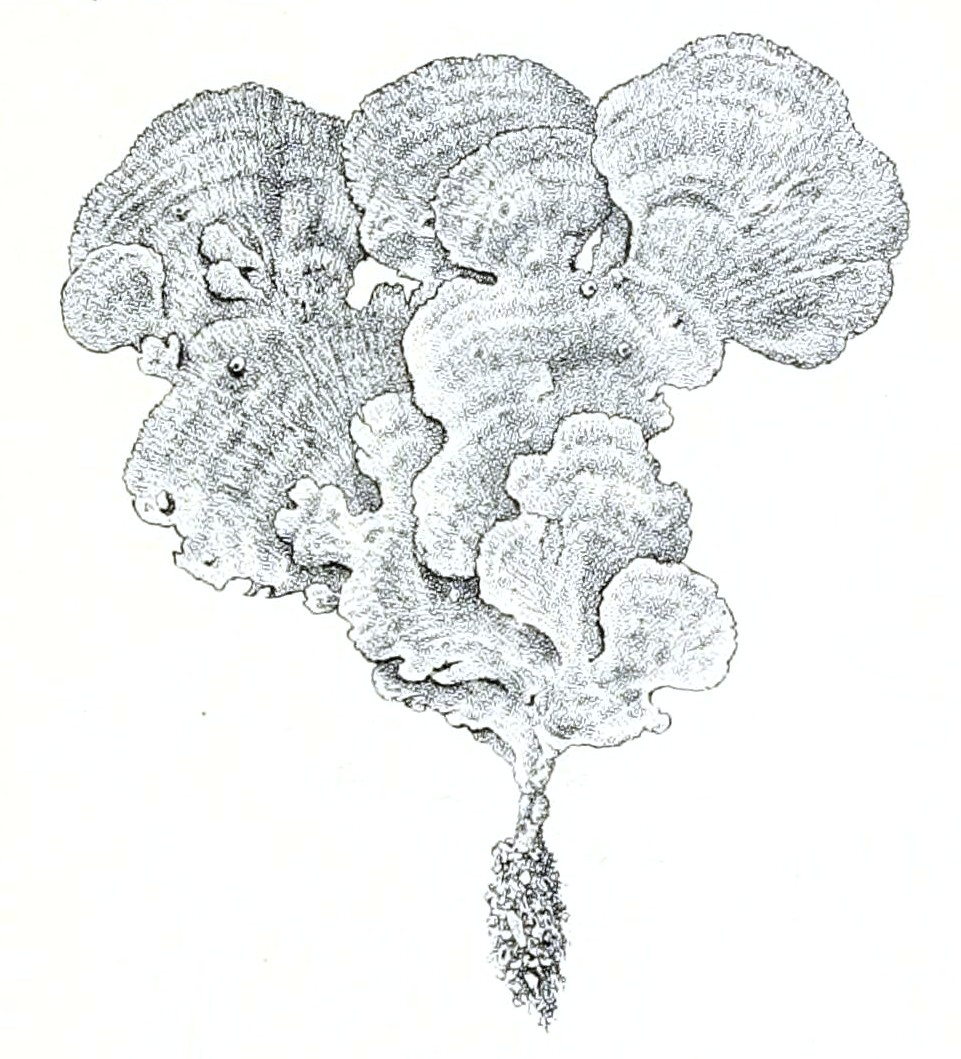
Os talos em forma de leque da alga Udotea occidentalis (figurada) são usados como substratos para deposição de ovos por V. ebraea

Assim como outros membros do clado Neogastropoda, Voluta ebraea é dióica,  o que significa que cada organismo dessa espécie é distintamente macho ou fêmea. Também apresenta dimorfismo sexual, ou seja, existe uma diferença morfológica entre indivíduos de sexos diferentes dentro da espécie.
A biologia reprodutiva de V. ebraea permaneceu amplamente desconhecida até um estudo realizado em 2010 que descreveu pela primeira vez suas cápsulas ovígeras e os estágios iniciais de desenvolvimento. Sabe-se que V. ebraea se reproduz depositando cápsulas ovígeras sobre os talos em forma de leque da alga verde calcária Udotea occidentalis, encontrada em pradarias marinhas. Cada cápsula é circular, achatada e mede aproximadamente 18 mm de diâmetro. As cápsulas contêm em média três embriões que se desenvolvem diretamente em juvenis. O desenvolvimento começa com larvas do tipo véliger, que possuem um véu bilobado proeminente usado para alimentação no interior do fluido da cápsula, e prossegue até a formação de juvenis completamente desenvolvidos, com conchas de cerca de 8 mm de comprimento. Esses filhotes já se assemelham aos adultos quanto à morfologia e coloração da concha.
Em nível microscópico, a parede da cápsula ovígera é composta por três camadas: uma camada externa proteica (L1), uma camada intermediária fibrosa (L2) e uma camada interna (L3) composta por proteínas, carboidratos e glicoproteínas. Acredita-se que essa estrutura facilite as trocas gasosas e de nutrientes durante o desenvolvimento, uma característica também presente em outros volutídeos. A morfologia das cápsulas ovígeras de V. ebraea é bastante semelhante à de Voluta musica, uma espécie relacionada endêmica da Venezuela e da Colômbia. Ambas produzem cápsulas ovígeras pequenas e isoladas, contendo poucos embriões. No entanto, o fato de V. ebraea fixar suas cápsulas em algas, em vez de substratos duros como conchas, representa uma observação ecológica inédita dentro da família Volutidae.
Um estudo de 2024 apresentou descobertas inéditas sobre o comportamento reprodutivo de V. ebraea, documentando pela primeira vez a deposição de cápsulas ovígeras sobre conchas quebradas de moluscos em zonas entremarés de fundo rochoso, na Praia da Pedra Rachada, no estado do Ceará. Cápsulas ovígeras foram encontradas fixadas na face interna (côncava) de um fragmento de concha do também gastrópode endêmico Titanostrombus goliath. Esses achados reforçam hipóteses anteriores de que populações mais profundas ou adaptáveis de V. ebraea podem utilizar substratos duros alternativos, como conchas de bivalves ou superfícies rochosas, para desovar, comportamento semelhante ao de outras espécies da família Volutidae.

### Hábitos alimentares

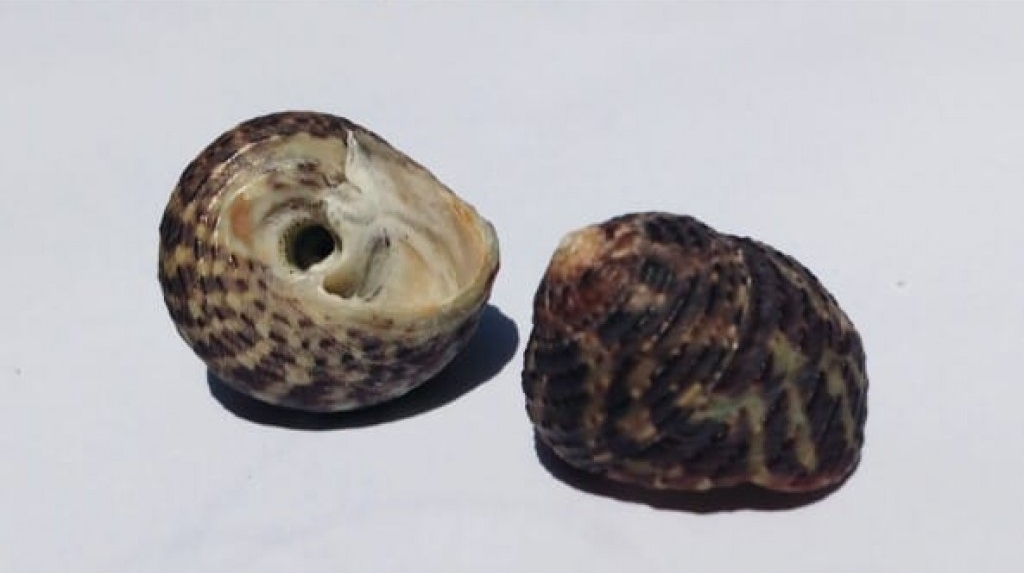
O caramujo Agathistoma viridulum é uma presa de V. ebraea.

Assim como muitos outros membros da família Volutidae, Voluta ebraea é um predador carnívoro. Em ambiente natural, foi observada alimentando-se do bivalve Dallocardia muricata. Em cativeiro, também foi registrada consumindo outros caramujos marinhos, incluindo Stramonita brasiliensis (uma espécie predadora da família Muricidae) e Agathistoma viridulum (um caramujo da família Tegulidae).

### Relações interespecíficas
Diversos animais interagem com Voluta ebraea de maneiras variadas. O quíton Ischnochiton striolatus é um inquilino conhecido de V. ebraea, vivendo fixado à sua concha. Uma vez desocupada, a concha também costuma ser utilizada pelo caranguejo-eremita Petrochirus diogenes. Além disso, outros invertebrados, como o gastrópode Crepidula plana e certas espécies de cracas, podem usar a concha como substrato para fixação e habitação. Predadores conhecidos de V. ebraea incluem o peixe-sapo Amphichthys cryptocentrus.

## Uso humano e conservação

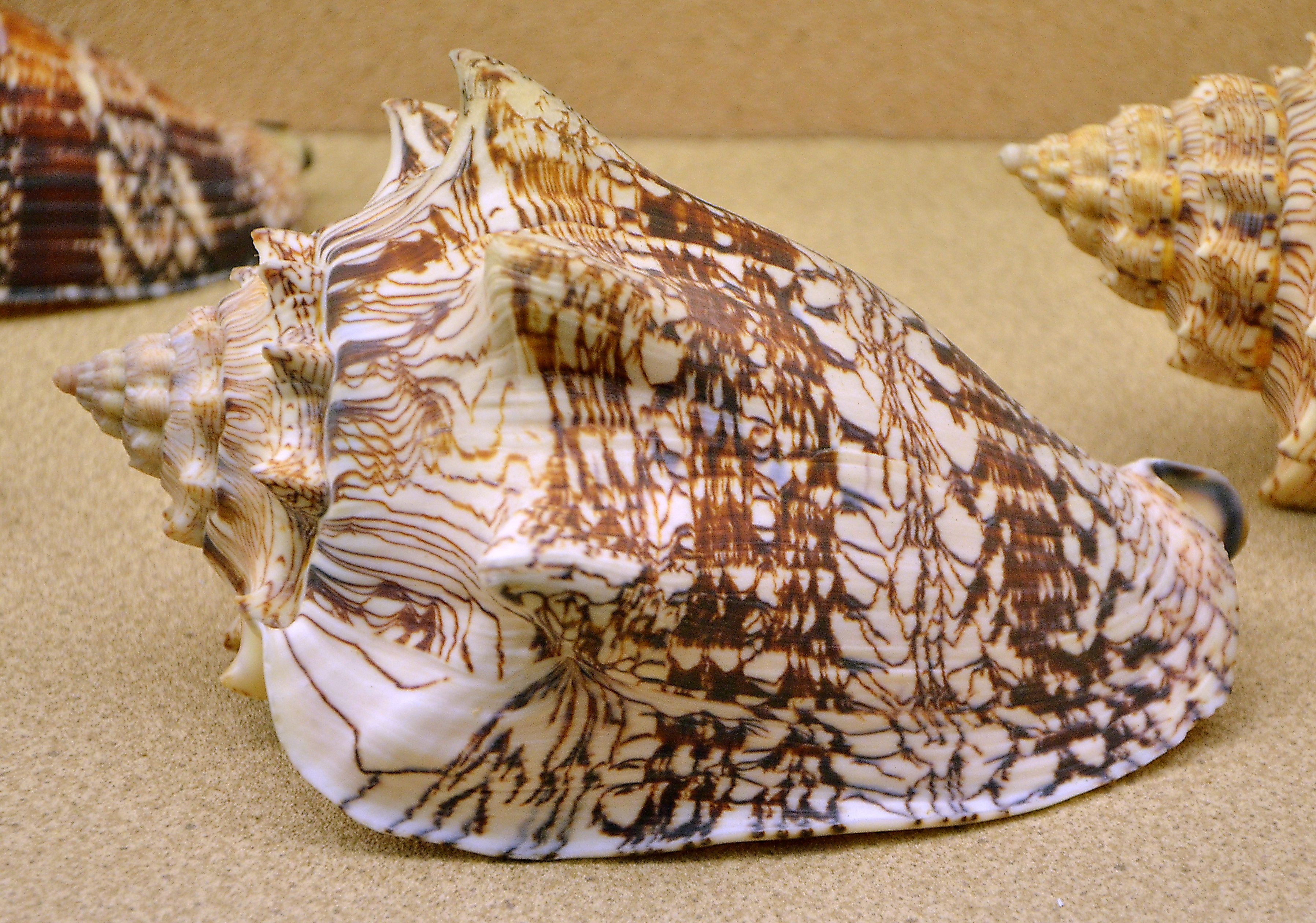
Uma concha de V. ebraea exibida no Sea Shell Museum, em Phuket, na Tailândia

A carne de Voluta ebraea é comestível e é comumente coletada para alimentação em muitas regiões. Sua concha, considerada bastante atrativa, também é popular como item decorativo e frequentemente vendida como souvenir em mercados locais e lojas de artesanato em diversas partes do Brasil.
Embora pouco se saiba sobre seu status oficial de conservação, V. ebraea parece estar sob pressão tanto da pesca excessiva quanto da coleta indiscriminada. Por viver em águas rasas, é relativamente fácil de ser capturada, o que provavelmente contribuiu para o declínio de suas populações. De fato, a espécie já não é mais vista em muitos locais onde antes era comum.
O fenômeno do imposex, que é o desenvolvimento de órgãos sexuais masculinos em fêmeas expostas a compostos orgânicos de estanho (como o tributilestanho, ou TBT), já foi observado em V. ebraea. Esse fenômeno pode ter várias consequências negativas para populações inteiras da espécie, desde a esterilização de indivíduos até sua possível extinção. Esses compostos atuam como biocidas e agentes antincrustantes, sendo comumente misturados a tintas usadas em barcos e navios para evitar incrustações marinhas. Por isso, não é incomum que altas concentrações dessas substâncias estejam presentes na água do mar próxima a estaleiros e áreas de atracação, expondo a vida marinha local a seus efeitos deletérios.